# Zagroby (województwo mazowieckie)
Zagroby – wieś sołecka w Polsce położona w województwie mazowieckim, w powiecie kozienickim, w gminie Magnuszew.
| SIMC    | Nazwa | Rodzaj    |
| ------- | ----- | --------- |
| 0629070 | Doły  | część wsi |

Wierni kościoła rzymskokatolickiego należą do parafii  Narodzenia Najświętszej Maryi Panny w Rozniszewie.

## Historia
Wieś szlachecka położona była w drugiej połowie XVI wieku w powiecie wareckim  ziemi czerskiej województwa mazowieckiego. 
W latach 1576–1819 właścicielami wsi Zagroby byli Giżyccy (herbu Gozdawa).
1603 - wieś należała do niewielkiej parafii Rozniszew. Dziesięcina z folwarku i wsi należały do uposażenia plebanii w Rozniszewie.
1795 rok III rozbiór Polski - wieś znalazła się w zaborze austriackim.
W latach 1975–1998 miejscowość należała administracyjnie do województwa radomskiego.